# Baccharis albolanosa
Baccharis albolanosa là một loài thực vật có hoa trong họ Cúc. Loài này được A.S. Oliveira & Deble mô tả khoa học đầu tiên năm 2006.